# 伊藤哲夫 (政治活動家)
伊藤 哲夫（いとう てつお、1947年9月23日 - ）は、日本の政治活動家。日本政策研究センター代表、日本会議常任理事（政策委員）、神道政治連盟政策委員、日本李登輝友の会常務理事、元生長の家中央教育宣伝部長。

## 略歴
新潟県上越市生まれ。新潟大学人文学部卒業。生長の家の「飛田給派」（現・生長の家本流運動）の一員だったが、教団が政治活動から手を引いたため自身も教団を抜け、1984年、「日本政策研究センター」を設立。日本会議常任理事を務める。1996年には、選択的夫婦別姓制度導入に反対する「夫婦別姓に反対し家族の絆を守る国民委員会」の呼びかけ人を務めている。

## 生長の家との関係
- 伊藤は生長の家の「飛田給派」の一員であり、元生長の家中央教育宣伝部長、元生長の家学生会全国総連合（生学連）理論強化部担当役員だった[6][8]。
- 伊藤は、1970年に椛島有三、衛藤晟一、高橋史朗、百地章らとともに、生長の家の関連団体「日本青年協議会」を設立した[9]。
- 生長の家の関連団体「日本青年協議会」の機関紙『祖国と青年』1978年2月号に、伊藤の詠んだ和歌が掲載された[10]。
- 「日本を守る国民会議」が主催した第6回憲法シンポジウムの討論会で、伊藤が「日本政策研究センター代表」として司会を務めたことが、『祖国と青年』1988年8月号に掲載された[11]。伊藤、大原康男、平沼赳夫、加瀬英明（統一教会の関連団体「世界平和教授アカデミー」常任理事）、村松剛らの討論の詳細な内容が『祖国と青年』1988年8月号に掲載された[11]。
- 1996年2月16日、生長の家の関連団体「日本青年協議会愛知祖青の会」や、日本を守る愛知県民会議などが共催した「21世紀フォーラム」が開催され、伊藤、新田均、岸本幸夫、馬淵雅宣らがパネル・ディスカッションをした様子が、『祖国と青年』1996年4月号に掲載された[12]。
- 1998年3月15日、椛島有三（日本青年協議会会長、日本会議事務総長）や、衛藤晟一らが主催した「全九州学生ゼミナール30回記念フォーラム」で、伊藤は講演した[13]。
- 2000年10月29日、日本青年協議会が主催した「日本青年協議会結成30周年特別討論」で、伊藤は椛島有三とともに講演をした[14][15]。
- 2000年12月3日に開催された「第三回東京青年フォーラム」で、伊藤は平沢勝栄とともに講演をした[16]。このフォーラムの連絡先は日本青年協議会だった[16]。

## 日本政策研究センター
「日本政策研究センター」は、生長の家学生会全国総連合（生学連）OBを中心に、伊藤が設立した「生長の家」の関連団体であり、「日本会議」のシンクタンクである。伊藤は、この設立した「日本政策研究センター」の設立当時の目標について、「『国家の精神的基礎』ということに焦点をあてた研究を行い、そこから政策提言を、というのがその頃のわれわれが描いた当面の目標」としている。
「次から次へとモグラたたきのように生起する左翼勢力の仕掛けに、受動的・後追い的に振り回されるのではなく、むしろこちらから攻勢的に戦いを仕掛けるべき時にきているのではないか」という認識から「保守革命」を目指し、特に、歴史認識、従軍慰安婦、選択的夫婦別姓反対、反ジェンダーフリーを重要な論点であるとしている。
同センターは、憲法改正を主張し、その憲法改正のポイントとして、以下の3点を挙げている。
- 緊急事態条項の追加。非常事態に際し、「三権分立」「基本的人権」等の原則を一時無効化し、内閣総理大臣に全権限を与える（＝戒厳規程制定）。
- 家族保護条項の追加。日本国憲法第13条の「すべての国民は、個人として尊重される」文言と、憲法24条の「個人の尊厳」の文言を削除し、新たに「家族保護条項」を追加する。
- 自衛隊の国軍化。日本国憲法第9条第2項を見直し、明確に戦力の保持を認める。

文藝春秋コラム「赤坂太郎」で、日本政策研究センターを「安倍晋三の有力なブレーンとなっている右派のシンクタンク」としている。

### 活動
- 育鵬社教科書採択運動のための「教科書改善と特別基金」の募金に協力している[21]。

## 人物
- 自民党の国会議員と連携して活動している[22][23]。
- 2006年春から6月にかけて、伊藤は八木秀次、西岡力、島田洋一、中西輝政らと会合を重ね、来るべき「安倍政権」の課題について議論した。彼らは「五人組」と称され、この時期、安倍晋三の重要なブレーンとして知られた[22][3]。安倍は同年9月20日に行われた自民党総裁選で初当選。9月26日に首相に就任した。
- 冷戦下で反共路線をとっていた頃の宗教法人生長の家で学生運動[24]、大学の自治会掌握をめざす行動に参加していた[25]。『理想世界』では、同宗教法人の青年会中央教育宣伝部長などを務めたとされる[26]。
- 教育勅語について、「教育勅語の精神が日本人の心の中に民族のDNAとして、ささやかな形ではあれ、依然として残されている」と述べる[27][28]。

## 著作
- 『経済大国と天皇制 ―国家の精神的基盤とは何か―』（オーエス出版, 1987年　2004年から「インデックス・コミュニケーションズ」） ISBN 4871902501
- 『天皇即位と大嘗祭 ―憲法第一条・もう一つの読み方―』 （オーエス出版, 1989年　2004年から「インデックス・コミュニケーションズ」） ISBN 4-87190-263-3
- 『憲法はかくして作られた』[注 1]（日本政策研究センター, 1999年）　ISBN 978-4-902373-21-9
- 『憲法かく論ずべし ―国のかたち 憲法の思想―』 （日本政策研究センター, 2000年）　ISBN 4-88471-201-3
- 『憲法神話の呪縛を超えて』 （日本政策研究センター, 2004年）　ISBN 4-902373-05-X
- 『美しい国再生への提言 ―地方経済・農林業の「グリーン化」が日本を救う―』 （日本政策研究センター, 2009年）　ISBN 978-4-902373-27-1
- 『国家なき日本を問い直す』 （日本政策研究センター, 2011年）　ISBN 978-4-902373-36-3
- 『教育勅語の真実』（致知出版社, 2011年）ISBN 978-488474939-2
- 『日本国家の「かたち」を考える』 （日本政策研究センター, 2012年）　ISBN 978-4-902373-42-4
- 『明治憲法の真実』（致知出版社, 2013年）ISBN 978-480091003-5